# Monte Aprazível
Monte Aprazivel – brazylijska gmina w stanie São Paulo. W 2010 roku liczyła 21 746 mieszkańców.